# Kapjordekorre
Kapjordekorre (Xerus inauris) är en art i ekorrfamiljen.

## Kännetecken
Pälsen är styv och liknar borstar. Den är huvudsakligen ljusbrun, men buken, halsen, benens insida och delar av ansiktet är vita. På bägge sidor av kroppen finns en vit strimma som går från skuldrorna till bakbenen. Vid svansens rot finns ibland svarta tvärstrimmor.
Kroppslängden ligger mellan 24 och 28 centimeter och därtill kommer en 19 till 21 centimeter lång svans. Hannar är oftast lite större än honor och når en vikt som är 10 % tyngre (upp till 650 gram).

## Utbredning och habitat
Djuret lever i öknar och halvöknar i Sydafrika, Namibia, Botswana och Lesotho. I Namibia överlappas utbredningsområdet av territoriet för arten Xerus princeps.
I habitatet finns ofta gräs, några buskar eller ingen större vegetation alls. Djuret uthärdar lufttemperaturer upp till 39°C och marktemperaturer upp till 62°C.

## Levnadssätt

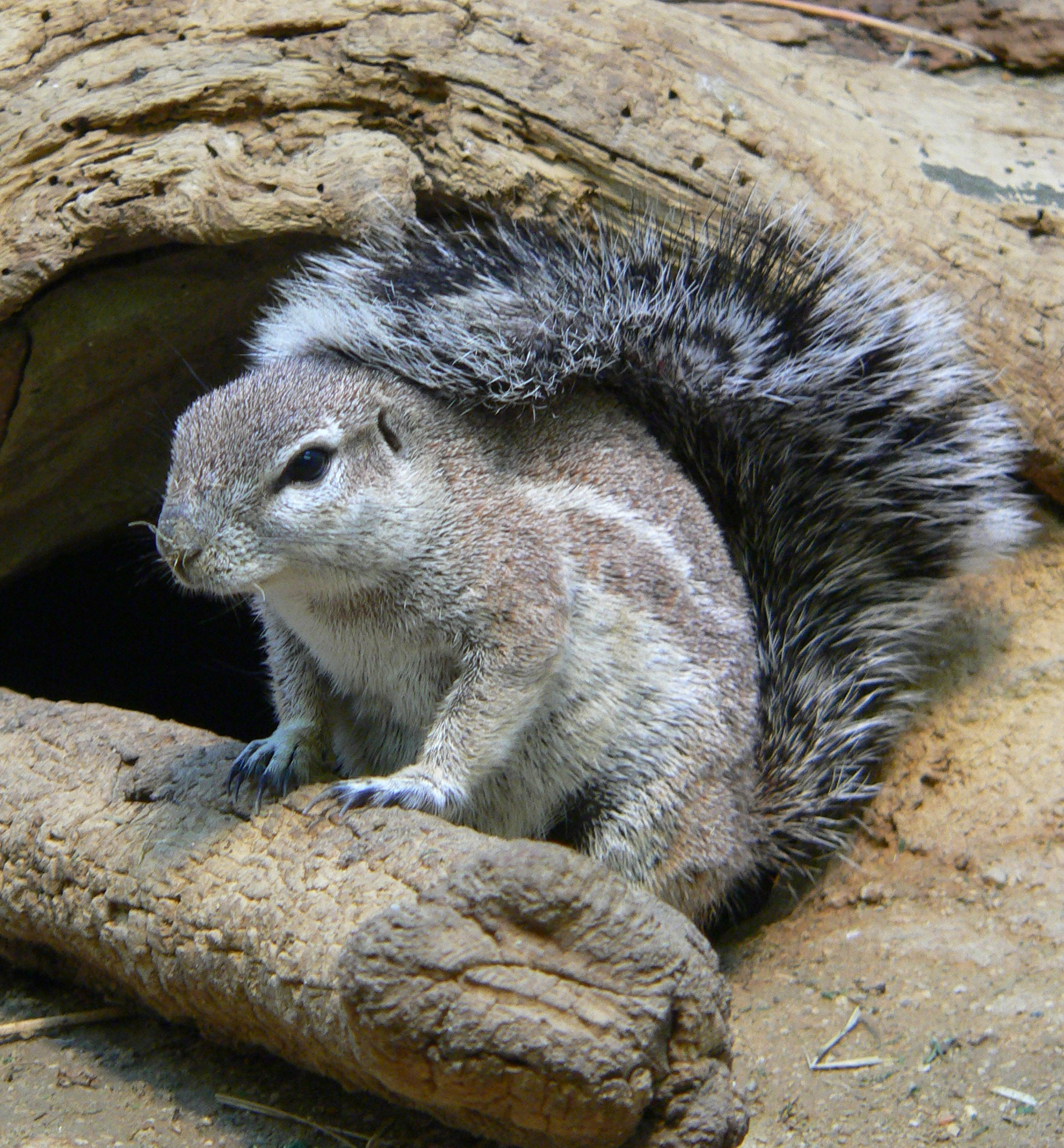
Individ vid bons ingång

Kapjordekorrar är aktiva på dagen. De lever i självgrävda underjordiska tunnelsystem på en areal av cirka 700 m² som har två till hundra utgångar. Individerna lever i små flockar som antingen bara bildas av honor och deras ungar eller av endast hannar. Bara under parningstiden vistas hannarna i honornas gångsystem. Grupper med honor bildas av upp till fyra vuxna honor och deras ungar, vanligen lämnar ingen hona gruppen. I bon med hannar lever upp till 19 individer och gruppens sammansättning ändrar sig kontinuerligen.
I bon är kapjordekorrarna skyddade för heta lufttemperaturer och fiender. De utstöter höga läten för att varna gruppens medlemmar. Hannar och honor kan dela bon med individer av surikat eller gul mangust. Det finns inga större lager för födan i bon.
Kapjordekorrar livnär sig av gräs, örter, blad, rötter och frukter samt av några insekter.
Honor kan para sig hela året men vanligen förekommer bara en kull per år. Dräktigheten varar i 42 till 49 dagar och sedan föder honan ett till tre ungdjur. Ungarna som vid födelsen är nakna och blinda stannar cirka 45 dagar i bon. Efter ungefär 7 dagar syns de första håren och efter 35 dagar öppnar de ögonen. Kort efter att ungarna lämnar bon för första gången slutar honan att ge di.